# 牛島定信
牛島 定信（うしじま さだのぶ、1939年2月1日 - ）は、日本の医学者・精神科医・精神分析家。学位は、医学博士（九州大学・課程博士・1970年）。福岡大学医学部教授・東京慈恵会医科大学教授・東京女子大学教授等を歴任。

## 来歴
- 1939年（昭和14年） 福岡県に生まれる
- 1963年（昭和38年） 九州大学医学部卒業
- 1964年（昭和39年） 九州大学医学部精神神経科学教室（大学院、副助手）
- 1969年（昭和44年） 国立肥前療養所（厚生技官、医長）
- 1970年（昭和45年） 九州大学より医学博士の学位を取得[2]
- 1972年（昭和47年） 九州大学医学部精神神経科学教室（助手）
- 1973年（昭和48年） キングス・カレッジ・ロンドン精神医学研究所（IoP）（1年間）
- 1974年（昭和49年） 福岡大学医学部精神医学教室（講師、助教授、教授）
- 1991年（平成3年） 東京慈恵会医科大学精神医学講座（教授）
- 2004年（平成16年） 東京慈恵会医科大学（客員教授）
- 2005年（平成17年） 東京女子大学文理学部心理学科（教授）
- 2008年（平成20年） 東京女子大学大学院（特任教授）[3]

現在（ほずみクリニック内)精神保健指定医。精神科専門医・指導医。医学博士。

## 受賞歴
- 2006年 森田正馬賞

## 学会
- 日本精神分析協会正会員、訓練分析家
- 日本精神分析学会元会長
- 日本森田療法学会元理事長
- 日本児童青年精神医学会元理事長
- 日本精神衛生会理事長
- 日本サイコセラピー学会元理事長

## 著書

### 単著
- 『思春期の対象関係論』金剛出版 1988
- 『境界例の臨床』金剛出版 1991
- 『対象関係論的精神療法』金剛出版 1996
- 『心の健康を求めて 現代家族の病理』慶應義塾大学出版会 1998
- 『人格の病理と精神療法 精神分析,森田療法,そして精神医学』金剛出版 2004
- 『境界性パーソナリティ障害のことがよくわかる本』講談社 2008 - 監修
- 『図解やさしくわかるパーソナリティ障害 正しい理解と付き合い方』ナツメ社 2012

### 共編著
- 『神経症・人格障害』責任編集 中山書店 1994 シリーズ精神科症例集
- 『児童青年精神医学』責任編集 中山書店 1994 シリーズ精神科症例集
- 『ウィニコットの遊びとその概念』北山修共編 岩崎学術出版社 1995
- 『境界例 パーソナリティの病理と治療』館直彦と責任編集 岩崎学術出版社 1995 思春期青年期ケース研究
- 『精神分析学 その成り立ちと展開』編著 放送大学 1996
- 『精神分析療法』島薗安雄,保崎秀夫編集主幹 牛島編集企画 金原出版 1996 精神科mook
- 『強迫の精神病理と治療』編 金剛出版 1997
- 『精神保健』責任編集 メヂカルフレンド社 1997 最新介護福祉全書
- 『神経症・心因反応・人格障害』専門編集 中山書店 1998 精神科ケースライブラリー
- 『人格障害』福島章と責任編集 中山書店 1998 臨床精神医学講座
- 『現代精神分析学』編著 放送大学 2000
- 『摂食障害・性障害』山内俊雄と責任編集 中山書店 2000 臨床精神医学講座
- 『精神分析入門』編著 放送大学 2007
- 『境界性パーソナリティ障害 日本版治療ガイドライン』編 金剛出版 2008
- 『詳解子どもと思春期の精神医学』中根晃,村瀬嘉代子共編 金剛出版 2008

### 翻訳
- D.W.ウィニコット『情緒発達の精神分析理論 自我の芽ばえと母なるもの』岩崎学術出版社 1977 現代精神分析双書
- E.ジェイコブソン『うつ病の精神分析』共訳 岩崎学術出版社 1983 現代精神分析双書
- 『メラニー・クライン著作集 1(1921～1931)子どもの心的発達』西園昌久と責任編訳 誠信書房 1983
- 『メラニー・クライン著作集 3(1933～1945)愛、罪そして償い』西園昌久共編訳 誠信書房 1983
- ウィニコット『子どもと家庭 その発達と病理』監訳 誠信書房 1984
- J.レフ, C.ヴォーン『分裂病と家族の感情表出』三野善央共訳 金剛出版 1991
- 『ウィニコット著作集 第8巻 精神分析的探求 3(子どもと青年期の治療相談) 』監訳 倉ひろ子訳 岩崎学術出版社 1998
- Valerie Sutherland, Cary L.Cooper『お医者さんに効く!ストレス解消ハンドブック 職場でできる簡単ストレスマネジメント』監訳 じほう 2004
- 『人間の本性 ウィニコットの講義録』監訳 館直彦訳 誠信書房 2004
- 『ウィニコット著作集 第4巻 子どもを考える』藤山直樹,生地新共監訳 岩崎学術出版社 2008
- フレドリック・N.ブッシュ,マリー・ラデン,セオドア・シャピロ『うつ病の力動的精神療法』平島奈津子共監訳 金剛出版 2010

## 対談
- 牛島定信、市橋秀夫「統合失調症と社会学 一昨今の精神症状の軽症化について」『MARTA』第15巻第1号、日本イーライリリー、神戸、2006年、2-10頁。

## 関連人物
- 西園昌久
- 小此木啓吾
- 市橋秀夫
- 成田善弘
- 皆川邦直
- 藤山直樹
- 松木邦裕
- 笠原洋勇
- 小野和哉
- 上島国利
- 川谷大治
- 岩谷泰志独立後は当初、岩谷泰志の経営するクリニックに勤務